# 双枝窗翅葉蟬
双枝窗翅葉蟬（学名：Mileewa disclada）为葉蟬科窗翅葉蟬屬下的一个种。